# PAS Giannina FC
PAS Giannina FC (grekiska: ΠAE ΠΑΣ Γιάννινα 1966) eller det fullständiga namnet Panepirotikos Athlitikos Syllogos Giannina (grekiska: Πανηπειρωτικός Αθλητικός Σύλλογος Γιάννινα) är en grekisk fotbollsklubb från Ioánnina, huvudstaden i den grekiska regionen Epirus.
Klubben har under merparten av sin existens spelat i den grekiska andradivisionen (Beta Ethniki) men efter säsongen 2010/2011 flyttades klubben upp till högstadivisionen. Klubben har som bäst, vid 3 tillfällen, slutat 5:a i högstadivisionen.
PAS Giannina har en rivalitet mellan sig och Atenklubbarna: AEK Aten FC, Olympiakos FC och Panathinaikos FC.

## Nuvarande trupp
Per den 5 november 2015
| Nr | Land        | Pos | Namn                        |
| -- | ----------- | --- | --------------------------- |
| 1  | Grekland    | MV  | Markos Vellidis             |
| 3  | Albanien    | MF  | Andi Lila                   |
| 4  | Grekland    | F   | Thodoris Berios             |
| 5  | Grekland    | MF  | Iraklis Garoufalias         |
| 6  | Grekland    | F   | Alexios Michail (lagkapten) |
| 7  | Grekland    | A   | Evripidis Giakos            |
| 8  | Nya Zeeland | F   | Themistoklis Tzimopoulos    |
| 9  | Serbien     | A   | Brana Ilić                  |
| 10 | Argentina   | MF  | Cristian Chávez             |
| 11 | Spanien     | MF  | Noé Acosta                  |
| 12 | Grekland    | MV  | Kostas Peristeridis         |
| 13 | Grekland    | MV  | Nikolaos Koliofoukas        |

| Nr | Land      | Pos | Namn                     |
| -- | --------- | --- | ------------------------ |
| 14 | Grekland  | A   | Stamatis Sapalidis       |
| 17 | Spanien   | F   | David Nadales            |
| 19 | Grekland  | MF  | Antonis Iliadis          |
| 20 | Grekland  | F   | Nikos Karanikas          |
| 21 | Grekland  | MF  | Stavros Tsoukalas        |
| 22 | Grekland  | MF  | Chrysovalantis Kozoronis |
| 23 | Slovenien | F   | Andraž Struna            |
| 33 | Grekland  | A   | Michalis Manias          |
| 44 | Grekland  | F   | Apostolos Skondras       |
| 49 | Grekland  | MF  | Ioannis Ioannou          |
| 77 | Tyskland  | A   | Dimitrios Ferfelis       |
| 98 | Grekland  | MF  | Alexandros Masouras      |

## Kända tidigare spelare
- Arjan Bellaj
- Foto Strakosha
- Ibrahima Bakayoko
- Giourkas Seitaridis
- Carlos Ruiz
- Njogu Demba-Nyrén